# Чобареті (Аспіндза)
Чобареті (груз. ჭობარეთი) — село в Грузії.
За даними перепису населення 2014 року в селі проживає 290 осіб.